# I Want Your Sex
〈I Want Your Sex〉는 영국의 싱어송라이터 조지 마이클의 곡이다. 1987년 6월 싱글로 발매된 이 곡은 사운드트랙에서 《비버리 힐스 캅 2》까지 세 번째 히트곡이자 마이클의 데뷔 솔로 음반인 《Faith》의 첫 번째 싱글이다. 이 곡은 미국에서 2위, 영국에서 3위로 정점을 찍었고, 많은 다른 나라들에서 5위 안에 들었다.
이 싱글은 미국 음반 산업 협회에 의해 미국에서 200만장 이상의 판매로 플래티넘 인증을 받았고, 또한 최악의 오리지널 곡으로 골든 라즈베리 상을 받았다. BBC에서 방영된 이 곡의 라디오 방송은 난잡함을 조장하고 에이즈 인식에 대한 현대의 캠페인에 역효과를 줄 수 있다는 우려 때문에 사후 수해 시간으로 제한되었다.

## 구성
이 노래는 〈Rhythms〉이라고 불리는 세 부분으로 나뉘어 있다. 〈Rhythm One: Lust〉라는 제목의 첫 번째 곡은 싱글로 발매되었고 BBC에 의해 금지되었다. 이 곡은 비벌리 힐스 캅 2 사운드트랙에 단독으로 등장하며, 《Faith》의 두 번째 버전인 〈Rhythm Two: Brass in Love〉와 혼합되었다. 두 번째 버전은 그 자체로 싱글의 B-사이드로 나타난다. 세 번째 파트인 〈Rhythm Three: A Last Request〉는 〈Hard Day〉 7인치과 〈Kissing a Fool〉 12인치 싱글의 B-사이드로, 그리고 CD 버전의 《Faith》에는 보너스 트랙으로 등장한다. 이 세 버전 모두 12인치와 CD 싱글 발매를 위해 13분짜리 곡인 〈Monogamy Mix〉로 혼합되었다.

## 곡 목록
7인치
- A. "I Want Your Sex" ("Rhythm One: Lust") – 4:44
- B. "I Want Your Sex" ("Rhythm Two: Brass in Love") – 4:43

12인치 / CD / 카세트
- A. "I Want Your Sex" (Monogamy Mix) – 13:12

1. - "Rhythm One: Lust"
  - "Rhythm Two: Brass in Love"
  - "Rhythm Three: A Last Request"

- B. "Hard Day" – 4:51

CD – 654 601-3 (영국) (1989년)
1. "I Want Your Sex" (Parts one and two) – 9:13
2. "A Different Corner" – 3:59
3. "Careless Whisper" (Extended mix) – 6:30

## 인증
| 국가                       | 인증     | 판매량/출하량 |
| -------------------------- | -------- | ------------- |
| 캐나다 (뮤직 캐나다)       | 골드     | 50,000^       |
| 네덜란드 (NVPI)            | 골드     | 75,000^       |
| 미국 (RIAA)                | 플래티넘 | 1,000,000^    |
| ^출하량을 기반으로 한 인증 |          |               |